# 旅縁
「旅縁」（りょえん）は、コーヒーカラーのミニアルバム。

## 収録曲
1. 元祖 人生に乾杯を!
「人生に乾杯を!」の、メジャーデビューの前に作られたバージョン。サビまではラップ調である。
2. クラスメイト
3. 行方不明
4. バーモント急行
5. 旧友